# Col de la Babourade
Le col de la Babourade est un col routier des Pyrénées, situé dans le département de l'Aude (vers Puivert) et proche du département de l'Ariège (vers Bélesta). Son altitude est de 654 mètres.

## Géographie
Bordé au sud par la forêt de Puivert, le col se situe à la limite des communes de Rivel et de Puivert à l'intersection de la route départementale 117 avec la route départementale 120, ici native et conduisant à Espezel par le col du Chandelier. Il est en limite sud du terroir historique du Quercob, petite région naturelle languedocienne autour de Chalabre et ancien fief mouvant entre Sarvatès et Razès.

## Histoire
Un combat du maquis de Picaussel contre une compagnie motorisée de la 11e Panzerdivision se déroule au col le 6 août 1944 suivi d'un accrochage contre une embuscade allemande à Lescale (commune de Puivert). Deux maquisards sont tués.
Une stèle en souvenir d’Auguste Escriva (1927-1944), maquisard tombé le 6 août 1944 lors de l’accrochage, est présente à environ 150 m à l'est du col au bord de la RD 120.

## Activités

### Cyclisme
Emprunté pour la première fois par le Tour de France 1947, il est classé en 4e catégorie pour la montagne lors de la 13e étape du Tour de France 2002 partie de Lavelanet pour Béziers. Laurent Jalabert, alors en tête du classement du meilleur grimpeur, le passe en premier.